# NGC 7038
NGC 7038 ist eine Balken-Spiralgalaxie vom Hubble-Typ SBc im Sternbild Indianer am Südsternhimmel. Sie ist schätzungsweise 220 Millionen Lichtjahre von der Milchstraße entfernt und hat einen Durchmesser von etwa 205.000 Lichtjahren. Sie ist das hellste Mitglied der NGC 7038-Gruppe (LGG 441).
Die Supernovae SN 1983L (Typ Ia) und SN 2010dx (Typ II) wurden hier beobachtet.
Das Objekt wurde am 30. September 1834 von John Herschel entdeckt.

## NGC 7038-Gruppe (LGG 441)
| Galaxie   | Alternativname | Entfernung/Mio. Lj |
| --------- | -------------- | ------------------ |
| NGC 6970  | PGC 65608      | 234                |
| NGC 6987  | PGC 65807      | 233                |
| NGC 7014  | PGC 66153      | 216                |
| NGC 7038  | PGC 66414      | 220                |
| PGC 65997 | ESO 235-042    | 220                |
| PGC 66032 | ESO 235-047    | 220                |
| PGC 66041 | ESO 235-049    | 232                |
| PGC 66049 | ESO 286-037    | 216                |
| PGC 66064 | ESO 235-053    | 229                |
| PGC 66072 | ESO 286-042    | 354 (!)            |
| PGC 66088 | ESO 235-055    | 223                |
| PGC 66101 | ESO 235-057    | 229                |
| PGC 66117 | ESO 286-049    | 236                |